# Plandestàs
Plandestàs és una plana de muntanya del terme municipal de Sarroca de Bellera, al Pallars Jussà, dins del territori del poble de Manyanet, a l'antic terme de Benés.
És un pla d'alta muntanya, a més de 1.700 m. alt., situat al vessant oriental de la Serra de Plandestàs, a la vall de la Valiri.